# Guus Hiddink
Guus Hiddink (nederländskt uttal: [ˈɣys ˈɦɪdɪŋk]

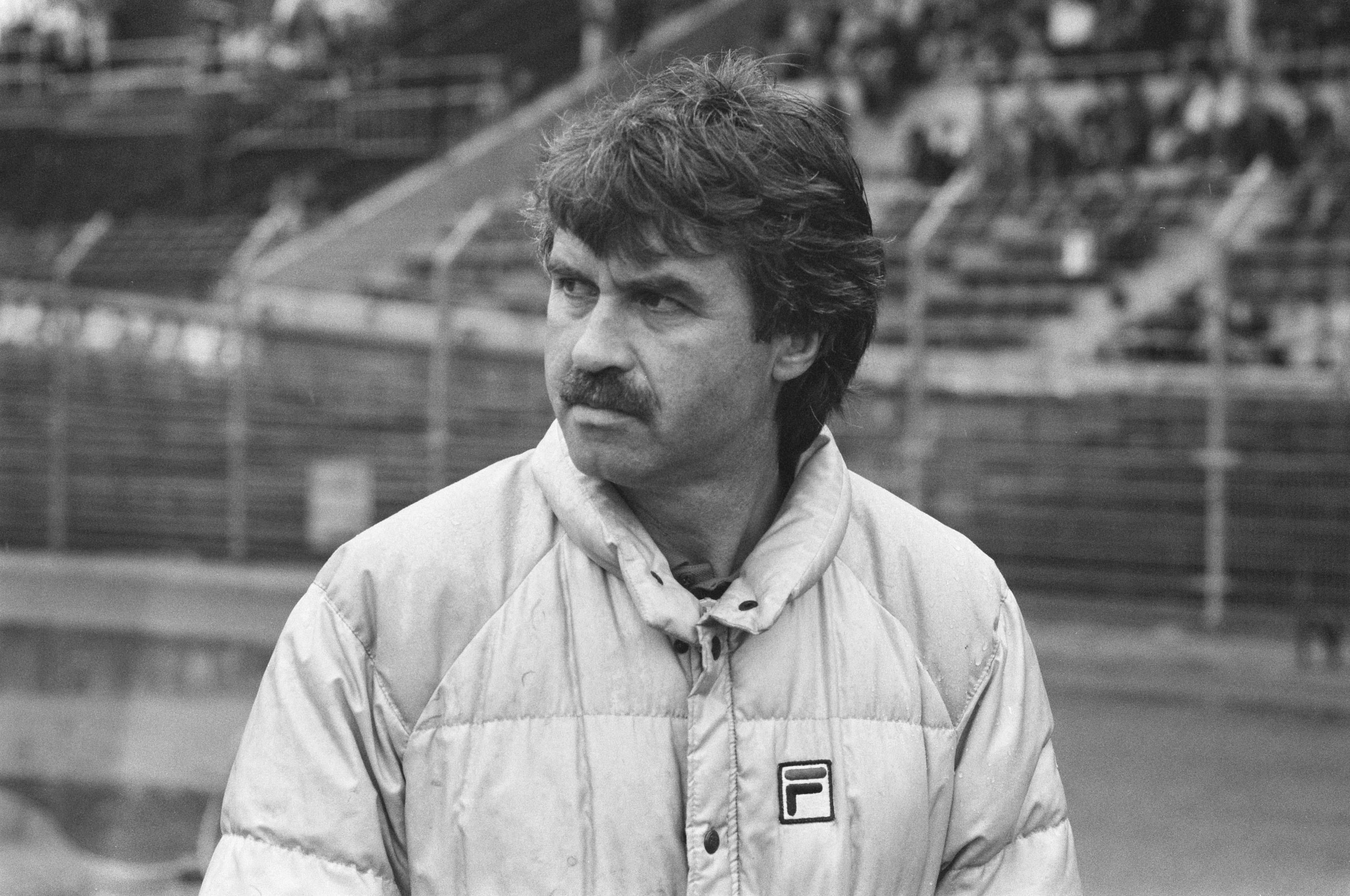
Guus Hiddink, 1988.

 ( lyssna), född 8 november 1946 i Varsseveld, är en nederländsk före detta fotbollstränare och fotbollsspelare. Hans offentliggjorde sin pensionering 2021, efter en tid som förbundskapten i Curaçaos landslag.

## Karriär
Hiddink är idag främst ihågkommen för sin tränarkarriär, även om han innan dess hade en gedigen spelarkarriär. Tiden som tränare varade i 34 år och han ledde framgångsrikt såväl klubblag som landslag.
Hiddink är bland annat känd för sin tid som Sydkoreas förbundskapten där han ledde landet till dess största framgång - VM-semifinal 2002. Hiddink blev nationalhjälte i Sydkorea efter framgångarna. Hiddink har även haft framgångar som förbundskapten för Nederländernas fotbollslandslag och som tränare för PSV Eindhoven i olika omgångar. Efter att ha fört Australien till andra omgången i VM i Tyskland 2006 blev han förbundskapten för Rysslands landslag, ett landslag som han förde till EM-semifinal.
Den 11 februari 2009 blev han klar för Chelsea FC efter att Luiz Felipe Scolari fått lämna klubben. Han tränade därpå laget och det ryska landslaget parallellt; precis under sin tid i PSV Eindhoven och Australien Den 30 maj 2009 vann Chelsea tillsammans med Hiddink FA-cupen. Detta var hans sista match med laget då han sedan ersattes av Carlo Ancelotti. Chelsea ville gärna behålla Hiddink, men han själv tackade nej till erbjudandet.[källa behövs]
Den 17 februari 2009 blev Hiddink förbundskapten för Turkiet och började sin post 1 augusti 2010. Men efter att ha misslyckats ta Turkiet till EM 2012 fick han sparken.

## Tränarmeriter
- Chelsea FC
  - FA-Cupen 2009
- Rysslands herrlandslag i fotboll
  - EM-semifinal 2008
- Sydkoreas herrlandslag i fotboll
  - VM-semifinal 2002
- Australiens herrlandslag i fotboll
  - VM-åttondelsfinal 2006
- Nederländernas herrlandslag i fotboll
  - VM-semifinal 1998
- PSV Eindhoven
  - Europacupen för mästarlag 1988